# Camoapa 1.ª Sección A (Portaceli)
Camoapa 1.ª Sección A (Portaceli) es una ranchería del municipio de Pichucalco ubicado en la región Norte del estado mexicano de Chiapas.

## Geografía
La localidad de Camoapa 1.ª Sección A (Portaceli) se sitúa en las coordenadas geográficas 17°32′09″N 93°12′14″O / 17.535833, -93.203889, a una elevación de 101 metros sobre el nivel del mar.

## Demografía
Según el Conteo de Población y Vivienda 2020, efectuado por el Instituto Nacional de Estadística y Geografía, la localidad de Camoapa 1.ª Sección A (Portaceli) tiene 173 habitantes, de los cuales 88 son del sexo masculino y 85 del sexo femenino. La tasa de fecundidad es de 2.46 hijos por mujer y tiene 38 viviendas particulares habitadas.
| Gráfica de evolución demográfica de Camoapa 1.ª Sección A (Portaceli) entre 1950 y 2020 |
|                                                                                         |
| INEGI.                                                                                  |